# Sollevamento pesi ai Giochi della XVII Olimpiade - Pesi medi
La competizione della categoria pesi medi (fino a 75 kg) di sollevamento pesi ai Giochi della XVII Olimpiade si è svolta il giorno 8 settembre 1960  al Palazzetto dello Sport di Roma.

## Regolamento
La classifica era ottenuta con la somma delle migliori alzate delle seguenti 3 prove:
- Distensione lenta
- Strappo
- Slancio

Su ogni prova ogni concorrente aveva diritto a tre alzate.
| Pos. | Atleta                        | Nazione          | Peso Atleta | Totale | Distensione lenta | Distensione lenta | Distensione lenta | Strappo | Strappo | Strappo | Slancio | Slancio | Slancio |
| Pos. | Atleta                        | Nazione          | Peso Atleta | Totale | 1                 | 2                 | 3                 | 1       | 2       | 3       | 1       | 2       | 3       |
| ---- | ----------------------------- | ---------------- | ----------- | ------ | ----------------- | ----------------- | ----------------- | ------- | ------- | ------- | ------- | ------- | ------- |
| 1    | Aleksandr Kurynov             | Unione Sovietica | 74,0        | 437,5  | 130,0             | 135,0             | 137,5             | 127,5   | 132,5   | 135,0   | 162,5   | 167,5   | 170,0   |
| 2    | Tommy Kono                    | Stati Uniti      | 74,7        | 427,5  | 130,0             | 135,0             | 140,0             | 127,5   | 127,5   | 127,5   | 160,0   | 165,0   | 170,0   |
| 3    | Győző Veres                   | Ungheria         | 74,7        | 405,0  | 125,0             | 130,0             | 135,0             | 115,0   | 115,0   | 120,0   | 150,0   | 155,0   | 160,0   |
| 4    | Marcel Paterni                | Francia          | 74,8        | 400,0  | 120,0             | 127,5             | 132,5             | 110,0   | 115,0   | 120,0   | 145,0   | 152,5   | 160,0   |
| 5    | Krzysztof Beck                | Polonia          | 75,0        | 400,0  | 125,0             | 130,0             | 135,0             | 110,0   | 115,0   | 117,5   | 142,5   | 147,5   | 147,5   |
| 6    | Mohamed Tehraniami            | Iran             | 74,8        | 392,5  | 117,5             | 122,5             | 122,5             | 115,0   | 120,0   | 120,0   | 147,5   | 152,5   | 155,0   |
| 7    | Go Yeong-Chang                | Corea del Sud    | 74,5        | 385,0  | 115,0             | 115,0             | 115,0             | 115,0   | 120,0   | 120,0   | 145,0   | 150,0   | 155,0   |
| 8    | Roland Lortz                  | Germania         | 73,7        | 382,5  | 107,5             | 112,5             | 115,0             | 112,5   | 117,5   | 117,5   | 155,0   | 160,0   | 160,0   |
| 9    | Mohamed Amer El-Hanafi        | Rep. Araba Unita | 74,7        | 382,5  | 115,0             | 120,0             | 120,0             | 110,0   | 115,0   | 115,0   | 145,0   | 150,0   | 152,5   |
| 10   | Lee Jong-Seop                 | Corea del Sud    | 74,3        | 380,0  | 115,0             | 120,0             | 120,0             | 115,0   | 120,0   | 120,0   | 145,0   | 150,0   | 160,0   |
| 11   | Rolf Maier                    | Francia          | 72,7        | 375,0  | 110,0             | 115,0             | 117,5             | 105,0   | 110,0   | 110,0   | 140,0   | 145,0   | 150,0   |
| 12   | Ivan Abadzhiev                | Bulgaria         | 74,6        | 370,0  | 107,5             | 107,5             | 107,5             | 115,0   | 120,0   | 122,5   | 140,0   | 147,5   | 147,5   |
| 13   | Mustapha Adnane               | Marocco          | 74,3        | 365,0  | 115,0             | 120,0             | 120,0             | 105,0   | 110,0   | 115,0   | 130,0   | 140,0   | 145,0   |
| 14   | Mohamed Mourtada              | Libano           | 74,7        | 360,0  | 105,0             | 110,0             | 112,5             | 105,0   | 110,0   | 110,0   | 135,0   | 140,0   | 140,0   |
| 15   | Carlos Caballero              | Colombia         | 73,6        | 357,5  | 100,0             | 105,0             | 107,5             | 105,0   | 112,5   | 115,0   | 140,0   | 140,0   | 150,0   |
| 16   | Harold Fraser                 | Sudafrica        | 72,0        | 347,5  | 105,0             | 110,0             | 112,5             | 95,0    | 100,0   | 102,5   | 127,5   | 132,5   | 132,5   |
| 17   | Daryl Cohen                   | Australia        | 73,4        | 337,5  | 100,0             | 100,0             | 100,0             | 97,5    | 102,5   | 102,5   | 127,5   | 135,0   | 140,0   |
| 18   | Georges Freiburghaus          | Svizzera         | 74,6        | 332,5  | 100,0             | 105,0             | 105,0             | 95,0    | 100,0   | 102,5   | 120,0   | 125,0   | 130,0   |
| 19   | Mohamed Miloud                | Marocco          | 74,3        | 327,5  | 100,0             | 105,0             | 110,0             | 90,0    | 95,0    | 97,5    | 115,0   | 125,0   | 130,0   |
| 20   | Mirza Adil                    | Sudan            | 74,1        | 290,0  | 90,0              | 90,0              | 95,0              | 80,0    | 85,0    | 87,5    | 110,0   | 115,0   | 120,0   |
| -    | Mikhail Abadzhiev             | Bulgaria         | 74.3        | 215,0  | 110,0             | 110,0             | 115,0             | 105,0   | 110,0   | 110,0   | 150,0   | 150,0   | 150,0   |
| -    | Abdel Khadr El-Sayed El-Touni | Rep. Araba Unita | 73,8        | 120,0  | 120,0             | 120,0             | 122,5             | -       | -       | -       | -       | -       | -       |
| -    | Ko Bu-Beng                    | Taiwan           | 73,5        | 105,0  | 105,0             | 110,0             | 110,0             | 115,0   | 115,0   | 115,0   | -       | -       | -       |
| -    | Jue Chin-Shen                 | Taiwan           | 72,6        | 0,0    | 120,0             | 120,0             | 120,0             | -       | -       | -       | -       | -       | -       |
| -    | Ambrosio Solorzano            | Venezuela        | 74,1        | 0,0    | 120,0             | 120,0             | 120,0             | -       | -       | -       | -       | -       | -       |
| -    | Blair Blenman                 | Gran Bretagna    | 74,4        | 0,0    | 105,0             | 105,0             | 105,0             | -       | -       | -       | -       | -       | -       |
| -    | Donald Bayley                 | Australia        | 74,7        | 0,0    | 110,0             | 110,0             | 110,0             | -       | -       | -       | -       | -       | -       |